# 2008年希腊骚乱

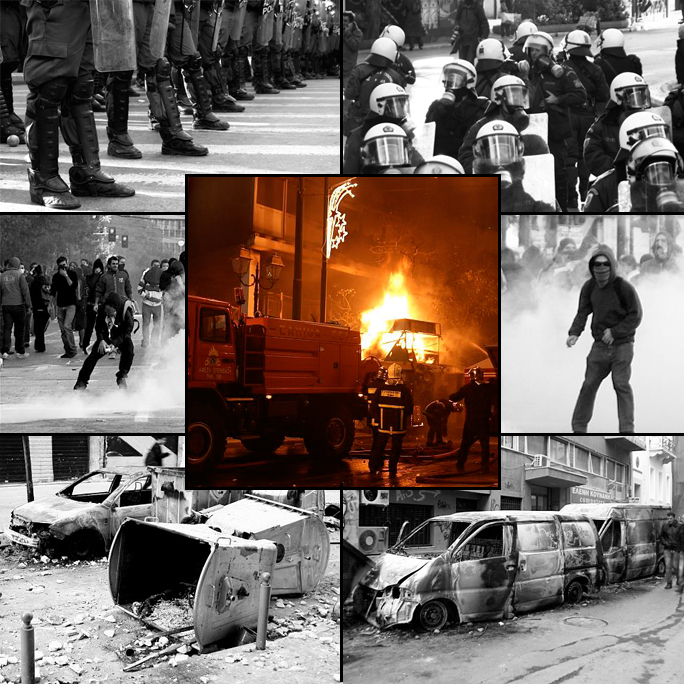
雅典街头的骚乱。

2008年希腊骚乱開始於2008年12月6日，一名15歲青年格里戈羅普洛斯（希臘語：Αλέξανδρος Γρηγορόπουλος），在雅典埃克薩契亞區（Εξάρχεια）被警方流彈槍殺，事發時大約三十名青年和警方發生爭執，青年在街上燒車，破壞商店櫥窗，又襲擊警車。有報道指，警方自我防禦時朝天鸣枪，誤殺該名青年。有目擊者表示，警方當時瞄準青年胸膛開槍。驗屍結果則顯示，少年死於反彈的子彈。當局已經將涉案的兩名警員停職扣查。
被擊斃青年於12月10日在雅典市郊出殯，達6000人到場致哀。有青年襲擊墳場外店舖及電視台採訪隊，警方施放催淚彈驅散。

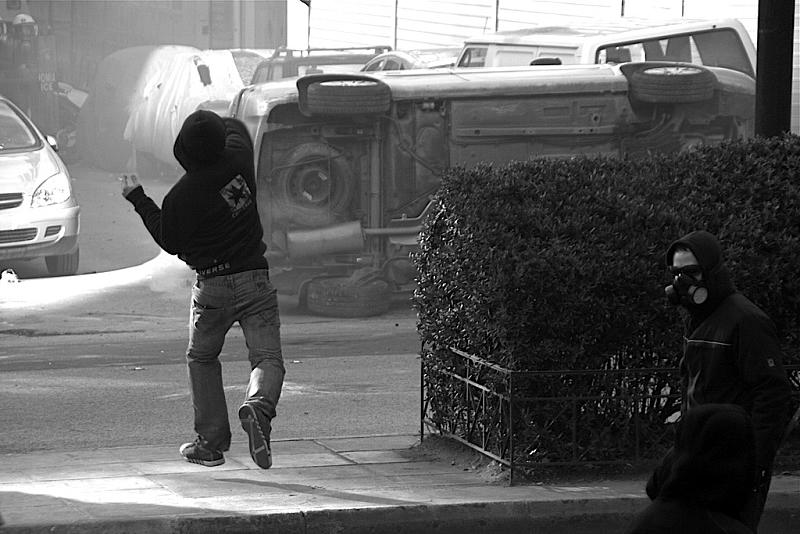
雅典街头的骚乱。

事發地點埃克薩契亞區地圖

對峙随後升级為一個全雅典的骚乱和抗议行動。数百名青年使用燃烧瓶攻击防暴警察并损毁物品。後來，骚乱進一步升级，工會發動全國大罷工，航空交通及醫療服務受到影響。多個城市也開始發生騷亂，包括希腊第二大城市塞萨洛尼基、旅遊勝地克里特島和科孚島等地區。反對黨要求政府下台及提早大選，內政部長帕夫洛普洛斯一度呈辭，但不獲總理卡拉曼利斯接納。
另外，涉嫌槍殺少年的兩位警員經法庭審訊被裁定罪名成立；還柙候判。